# Abadia de São Miguel de Cuixá
A Abadia de São Miguel de Cuixá (em francês: Saint-Michel de Cuxa; em catalão: Sant Miquel de Cuixà) é uma abadia beneditina situada no sopé do Canigou, na comuna de Codalet, Pirenéus Orientais, sudoeste da França. Com os abades Garin [fr] e Oliva se transformou num dos centros culturais mais importantes da Catalunha feudal.

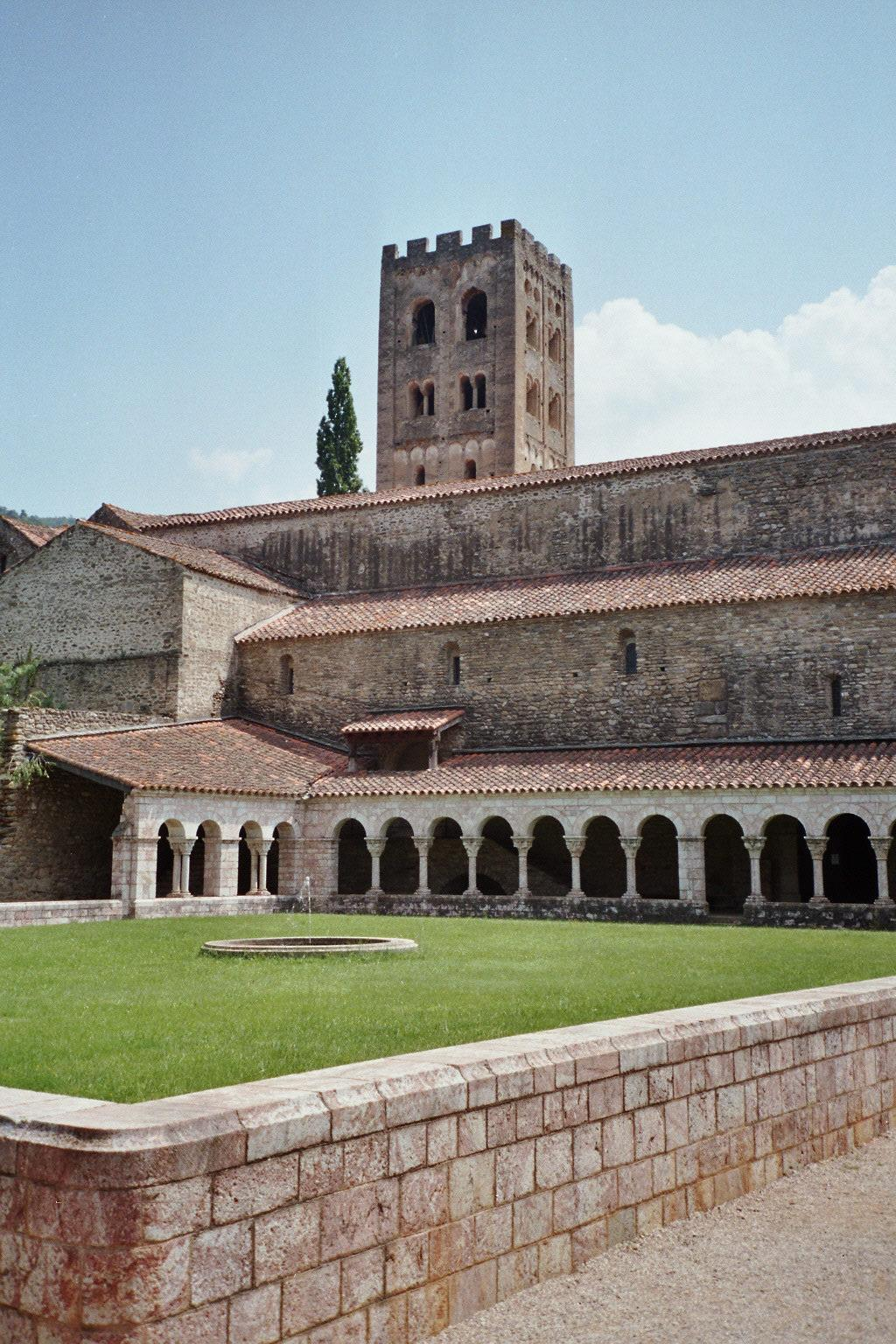
Claustro